# 6139 Наомі
6139 Наомі (6139 Naomi) — астероїд головного поясу, відкритий 10 січня 1992 року.
Тіссеранів параметр щодо Юпітера — 3,337.
Названо на честь Наомі (яп. なおみ(奈穂美) наомі)